# Trattore per traini di bordo

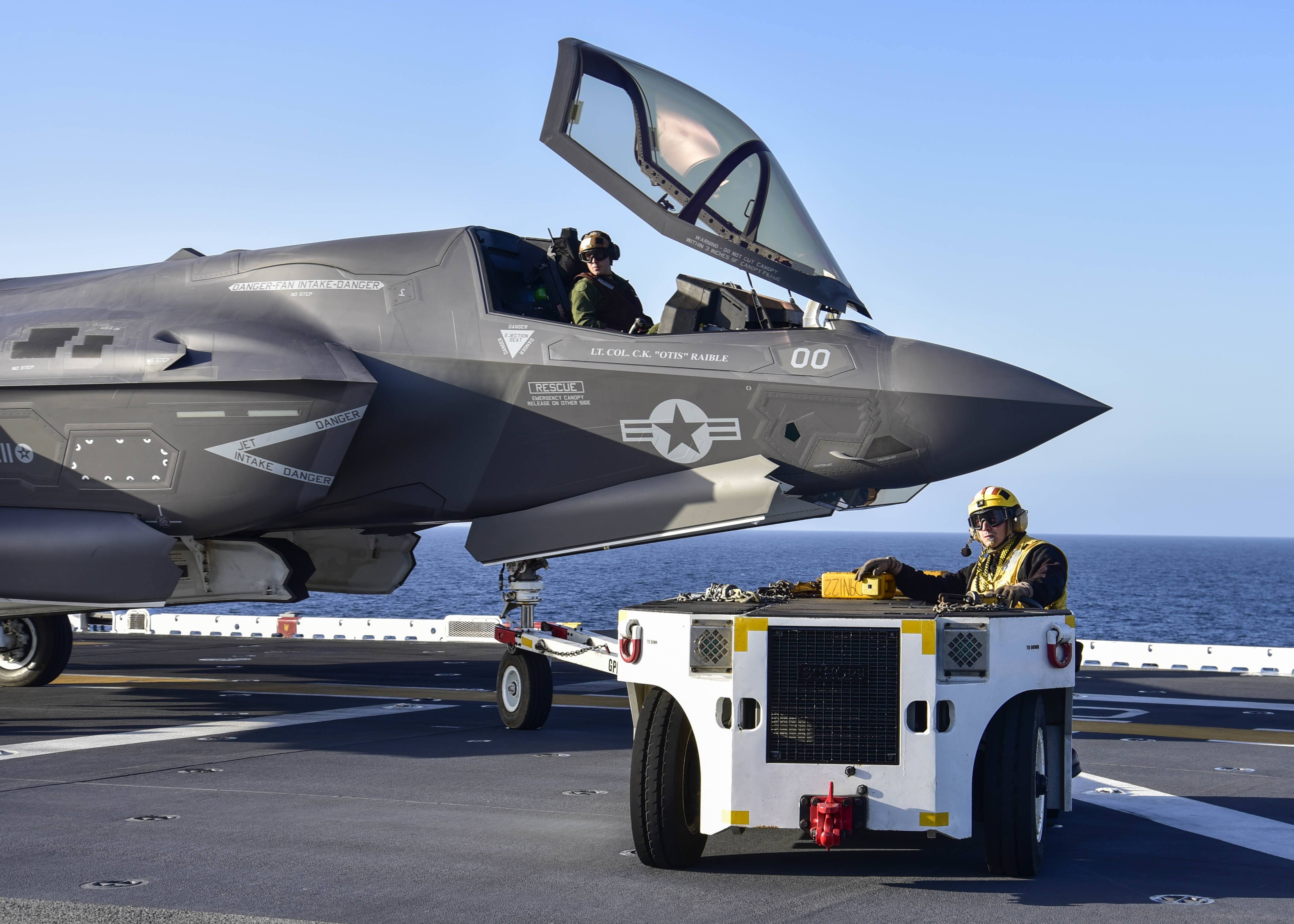
Trattore per traini di bordo modello P-25, trainante un F-35 B Lightning II del VMFA-211 "Avengers" dei Marine

Il trattore per traini di bordo (in inglese: shipboard tow tractor, in sigla STT) è il veicolo a motore utilizzato sia per la movimentazione dei velivoli militari sul ponte di volo e nell'aviorimessa di una portaerei/portaeromobili, sia per lo spostamento dei carrellini portamunizioni. 
Parte della cosiddetta attrezzatura di supporto al suolo per aeromobili (GSE – ground support equipment), il trattore per traini di bordo è progettato sulla fattispecie dei veicoli usati negli aeroporti a terra, ma dotati di caratteristiche specifiche atte all'utilizzo in ambiente marino.

## Descrizione
Veicolo dotato principalmente di propulsione Diesel, permette il posizionamento degli aviogetti sino alla catapulta di lancio (ove previsto per velivoli CATOBAR) e degli elicotteri sino alla piazzola e/o punto di decollo per quelli STOVL, o di trainarli nell'area di parcheggio dove verranno poi rizzati. Nell'Aéronautique navale francese e nell'Aviazione navale italiana il personale incaricato di svolgere tale delicato compito indossa una pettorina di colore giallo a differenza da quanto fa la United States Navy ove è generalmente di colore blu. Il conducente mantiene permanentemente il contatto radiofonico con il pilota.